# Akron, Ohio

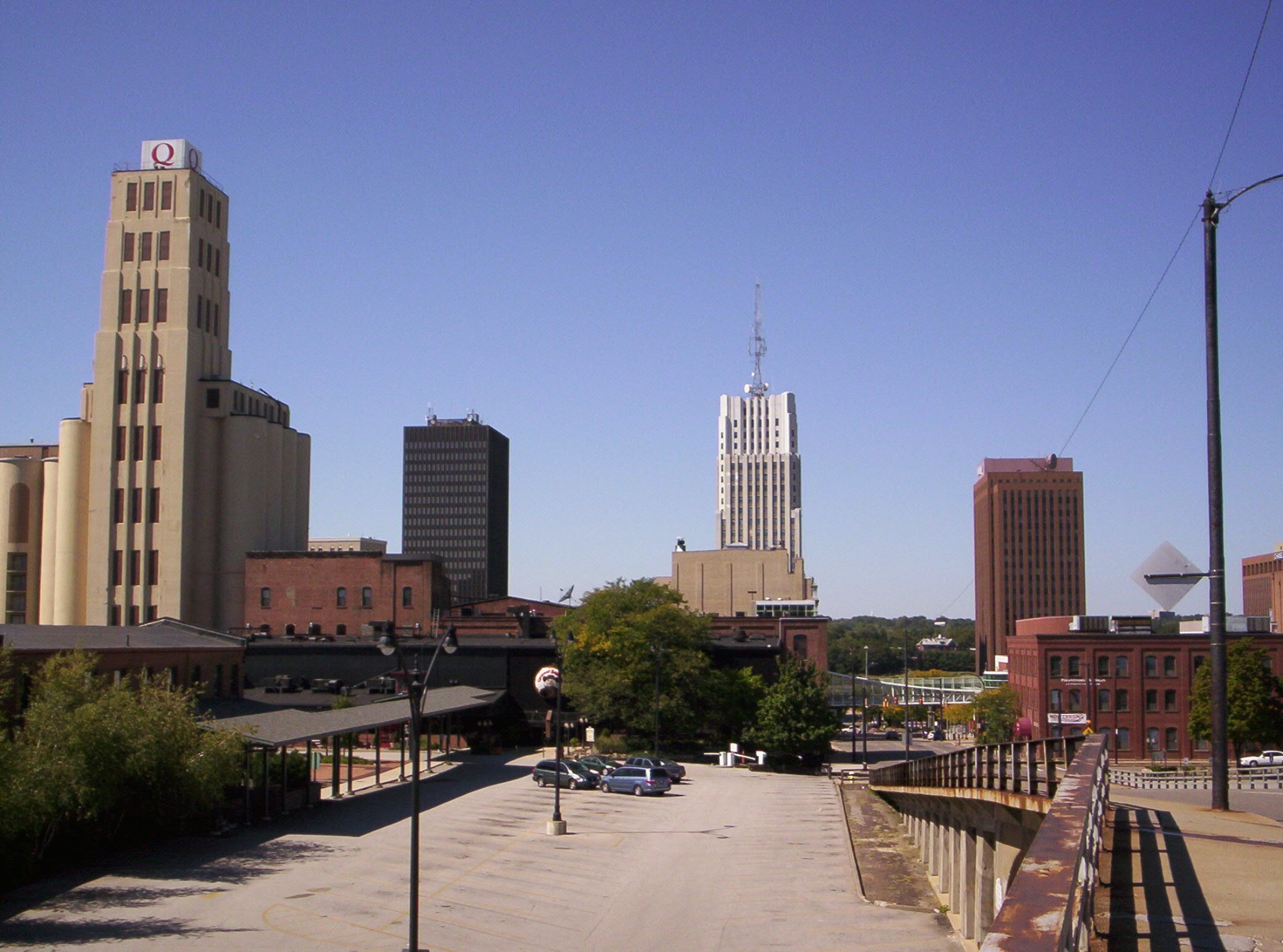
Akrons centrum, 2007.

Akron är en stad i Summit County i delstaten Ohio i USA. Staden grundades 1825 och har med förorter inräknat 703 200 invånare (2010). Akron är administrativ huvudort (county seat) i Summit County.
Akron är känt för sin stora däckindustri med storföretagen Goodyear och Firestone. I Akron bildades Anonyma Alkoholister 1935.

## Befolkningsutveckling
| Akron, Ohio Invånare per år |          |
| År                          | Invånare |
| 1900                        | 42 728   |
| 1910                        | 69 067   |
| 1920                        | 208 435  |
| 1930                        | 255 040  |
| 1940                        | 244 791  |
| 1950                        | 274 605  |
| 1960                        | 290 351  |
| 1970                        | 275 425  |
| 1980                        | 237 177  |
| 1990                        | 223 019  |
| 2000                        | 217 074  |
| 2010                        | 199 110  |

## Kända personer
Några kända personer som är födda i Akron:
- Willard Van Orman Quine (1908–2000), filosof och logiker
- Shirley Fry (född 1927), tennisspelare
- John Dean (född 1938), jurist, juridisk rådgivare till president Richard Nixon
- David Allan Coe (född 1939), countrymusiker
- Richard Smalley (1943–2005), kemist, nobelpristagare 1996
- Ray Wise (född 1947), skådespelare
- Chrissie Hynde (född 1951), rockmusiker
- Jim Jarmusch (född 1953), regissör
- Melina Kanakaredes (född 1967), skådespelare
- Tim Owens (född 1967), artist
- Heather Kozar (född 1976), fotomodell
- Dan Auerbach (född 1979), musiker, medlem i The Black Keys
- Patrick Carney (född 1980), musiker, medlem i The Black Keys
- LeBron James (född 1984), basketspelare
- Stephen Curry (född 1988), basketspelare